# La Philatélie chinoise
La Philatélie chinoise est une association philatélique française spécialisée dans l'histoire postale et philatélique de la Chine. 
Depuis sa création en 1981, elle permet aux collectionneurs spécialisés d'échanger et de se rencontrer, ainsi que d'obtenir plus facilement les timbres-poste émis par les différentes administrations postales chinoises (République populaire, Hong Kong, Macao, et Taïwan).
Quatre fois par an, le bulletin de l'association publie des études d'histoire postale sur l'ensemble du domaine philatélique chinois (cf. territoires ci-dessus) ; ainsi que parfois, sur le vaste domaine de la philatélie asiatique : Bhoutan, Corées...
L'association s'est fait connaître en 2004 avec la publication d'un ouvrage exhaustif sur les bureaux de poste de Chine, Chine et philatélie. Marcophilie chinoise sous l'Empire et la République. Atlas postal de Chine. Répertoire des noms de villes écrit par Jacques Gautherin. Cet ouvrage donne des éléments pour s'initier à l'écriture chinoise, à la géographie et à l'histoire de la Chine, et bien entendu à la reconnaissance des noms de bureaux de poste sur timbres ou sur lettres. L'ouvrage a reçu le prix littéraire 2004 de l'Académie de philatélie. 
Un nouveau site est en route depuis fin 2017 : une partie des informations publiées dedans est en libre accès. (lien ci-dessous).